# 다촌 (교토부)
다촌(田村)은 일본 교토부 구마노군에 설치되었던 촌이다. 현재의 교탄고시의 일부에 해당한다.